# 全国学校図書館協議会
公益社団法人全国学校図書館協議会（ぜんこくがっこうとしょかんきょうぎかい、英語: Japan School Library Association）は、学校図書館の充実・発展および青少年の読書振興を目的とした公益社団法人。略称は全国SLA。本部所在地は東京都文京区春日二丁目2番7号。
1950年（昭和25年）に任意団体として結成され、1998年（平成10年）9月に社団法人へ、次いで2012年（平成24年）4月1日に公益社団法人に移行した。

## 目的
学校図書館の充実・発展および青少年の読書振興を目的としている。発足当初は1953年（昭和28年）の「学校図書館法」の制定に大きく関わった。

## 設立
1950年（昭和25年）2月、「学校図書館が民主的な思考と、自主的な意思と、高度な文化とを創造するため教育活動において重要な役割と任務をもっている」との宣言のもと、日本全国の教員有志により任意団体として結成。本部事務所は東京都港区立氷川小学校に設置された。結成は1947年（昭和22年）に文部省が発行した『学校図書館の手引』の伝達講習会が開催されたのを契機に目黒区緑が丘小学校の松尾弥太郎が提案したもので、初代会長は港区立氷川小学校の久米井束が務めた。
その後、1998年（平成10年）9月に社団法人全国学校図書館協議会に改組し、2012年（平成24年）4月1日より公益社団法人に移行した。

## 組織
各都道府県の学校図書館研究団体（62団体）の会長および個人正会員、賛助会員、名誉会員で構成される。定款により運営役員が選ばれ、また事務局が設けられている。

## 活動
- 学校図書館法の改正運動など、学校図書館の充実を目的とした各種活動[7]
- 全国学校図書館研究大会、地区学校図書館研究大会、学校図書館実践講座、学校司書研修講座などの実施による研究・研修活動[7]
- 全国学校図書館協議会選定図書、よい絵本、夏休みの本（緑陰図書）といった図書の選定事業[7]
- 毎日新聞社との共催による青少年読書感想文全国コンクール、読書感想画中央コンクールなどの読書の推進活動[7]
- 学校読書調査、学校図書館調査といった調査活動[7]
- 学校図書館賞、学校図書館出版賞、日本絵本賞といった各種賞の実施[7]

## 出版物
機関誌として『学校図書館』（月刊）、『学校図書館速報版』（月2回刊）、『としょかん通信』（月刊）を発行している。他に学校図書館の運営についての図書や、読書指導に関する図書などを刊行している。